# Mystacina tuberculata
Mystacina tuberculata é uma espécie de morcego da família Mystacinidae. Endêmico da Nova Zelândia, pode ser encontrado nas ilhas do Norte, do Sul e ilhas adjacentes.